# Eckhard Friauf
Eckhard Friauf (* 4. Februar 1956 in Treysa/Hessen) ist ein deutscher Biologe und Neurobiologe. Er forscht und lehrt an der Technischen Universität Kaiserslautern.

## Leben
Nach dem Erhalt des Abiturs 1974 am Schwalm-Gymnasium in Schwalmstadt und der Bundeswehrzeit bei der Artillerie studierte Friauf ab 1976 Biologie mit den Schwerpunkten Zoologie (bei Hans-Ulrich Schnitzler), Mikrobiologie (bei  Rudolf Thauer), Pharmakologie (bei Josef Krieglstein) und Physik (bei Heribert Reitböck und Reinhard Eckhorn) an der Universität Marburg, an der er 1982 sein Diplomzeugnis in Biologie mit einer neurobiologischen Arbeit über Methoden zur Lokalisation von elektrophysiologischen Ableitorten im Gehirn von Ratten erhielt.
Von 1982 bis 1983 verbrachte er ein Jahr an der New York University, Medical School in New York bei Rodolfo Llinás.
Den Grad eines Dr. rer. nat. erlangte er 1987 an der Universität Tübingen mit einer Dissertation über die Korrelation von Struktur und Funktion motorischer und sensorischer Neurone im Gehirn von Ratten.
Von 1987 bis 1989 arbeitete er als Postdoktorand und Forschungsstipendiat des Deutschen Akademischen Austauschdienstes am Department of Neurobiology an der Stanford University bei Carla J. Shatz.
Er wurde 1994 an der Universität Tübingen für das Fach Tierphysiologie habilitiert.
Von 1994 bis 1999 hatte Friauf eine Professur für Physiologie am Klinikum der Universität Frankfurt. Dort arbeitete er im Zentrum der Physiologie zusammen mit Rainer Klinke und Rudi Busse. Von 1997 bis 1999 war er Gründer und Sprecher des von der Deutschen Forschungsgemeinschaft finanzierten Graduiertenkollegs "Neuronale Plastizität: Moleküle, Strukturen, Funktionen". Mitbeteiligt an diesem Graduiertenkolleg waren unter anderen Heinrich Betz, Heinz Wässle und Wolf Singer.
Seit 1999 ist er Professor an der Technischen Universität Kaiserslautern und leitet die Abteilung Tierphysiologie im Fachbereich Biologie. Seine Forschungsschwerpunkte sind das Zentrale Auditorische System und dessen Ontogenese sowie die Erregungsübertragung durch hochleistungsfähige Synapsen.
2005 erhielt er den Akademie-Preis des Landes Rheinland-Pfalz für vorbildhafte Leistungen in Lehre und Forschung.
Von 2011 bis 2019 war Friauf Koordinator eines Schwerpunktprogramms der Deutschen Forschungsgemeinschaft mit dem Titel "Ultrafast and temporally precise information processing: normal and dysfunctional hearing".
Von 2012 bis 2016 war er Mitglied des Fachkollegiums 'Neurowissenschaften' der Deutschen Forschungsgemeinschaft. Auch in der Amtsperiode 2020–2024 ist er Mitglied dieses 34-köpfigen Fachkollegiums, welches Anträge auf finanzielle Förderung von Forschungsvorhaben bewertet, die Wahrung einheitlicher Maßstäbe bei der Begutachtung kontrolliert und zu Fragen der Weiterentwicklung und Ausgestaltung der Förderprogramme der Deutschen Forschungsgemeinschaft Stellung nimmt. In dieser Amtsperiode gehört er auch dem Panel für das Emmy-Noether-Programm und das Heisenberg-Programm an. 
Von März 2015 bis März 2017 war Friauf Vizepräsident, von 2017 bis 2019 Präsident und von 2019 bis 2021 Ehrenpräsident der Neurowissenschaftlichen Gesellschaft.
Seit April 2023 hat er eine Seniorforschungsprofessur inne.

## Trivia
Friauf ist Kinderuni-Professor, spielt B-Trompete in einem Posaunenchor in Trippstadt und ist Jazz- wie Klassikliebhaber.